# У злиднях Парижа і Лондона
«У злиднях Парижа і Лондона» (англ. Down and Out in Paris and London; інший варіант перекладу — «Фунти лиха в Парижі й Лондоні») — автобіографічна повість англійського письменника Джорджа Орвелла, видана у 1933 році. Це перший великий твір Орвелла.
Повість складається із двох частин і присвячена темі бідності у двох містах. Книга була навмисне написана у неакадемічному стилі, її цільовою аудиторією був середній клас та заможні верстви населення; метою було привернути увагу до бідності, яка була поширена у двох заможних містах — Парижі та Лондоні.
Перша частина складається зі спогадів про життя Орвелла у крайній бідності в Парижі та його підробітки на кухнях ресторанів. Друга частина — це подорожній нарис (тревелог) про життя у Лондоні і неподалік від нього із точки зору жебрака, із описами житлових умов найбідніших верств населення та нарисами персонажів, які жили у таких умовах.
«У злиднях Парижа і Лондона» — це перший твір, для публікації якого Ерік Артур Блер використав псевдонім «Джордж Орвелл» (англ. George Orwell).
Україномовний переклад книги вийшов у 2017 році у Видавництві Жупанського, перекладач — Єгор Поляков.